# Ditirambe (Rangström)
Ditirambe és un poema simfònic compost per Ture Rangström. La primera actuació va ser el 27 de març de 1910 quan Armas Järnefelt va dirigir l'Orquestra de l'⁣Òpera d'Estocolm (Hovkapellet).
Rangström va escriure el poema simfònic sota un lema que August Strindberg havia escrit al seu poema Sångare: "Må småktande serenader i månsken tystna" (Que les serenates s'atenuïn a la llum de la lluna).
Tots dos van tenir una bona col·laboració. Rangström va escriure, entre altres coses, una òpera basada en Kronbruden (Corona nupcial) de Strindberg i la seva Primera Simfonia també porta el subtítol August Strindberg. Les opinions diferiren respecte a la interpretació de Rangström de Ditirambe. Rangström volia una certa revolta a la música clàssica sueca (que era bastant tradicional). Strindberg va pensar que la música ho era una mica massa, però es va sentir honrat que algú l'hagués provat.
Més tard, Kurt Atterberg va editar la música per fer-la millor. La considerava una de les obres més importants de la música sueca. No ha impedit que es toqui poques vegades.
Les indicacions de tempo són: Allegro deciso e con passione – Poco piu lento – Non troppo lento – Agitato – Subito largamente - lento
En la versió d'Atterberg està escrit per a:
- 2 flautes, 3 oboès (III també corn anglès), 2 clarinets, 2 fagots
- 4 trompes, 3 trompetes, 3 trombons, 1 tuba
- 1 timbal, 1 percussió,
- violins, violes, violoncels, contrabaix

## Discografia
- Sterling⁣: Orquestra Simfònica d'Örebro dirigida per Göran W. Nilson
- CPO Records⁣: Mikhail Jurowski i Norrköpings Symfoniorkester